# 亜鉛めっき鋼板
亜鉛めっき鋼板（あえんめっきこうはん）は、亜鉛めっき加工された鋼板である。亜鉛鉄板またはトタン板もこれに該当する。

## 性質と用途

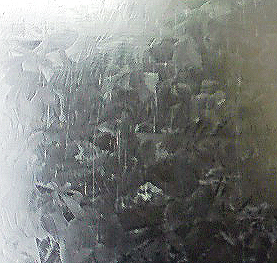
溶融亜鉛めっき鋼板、レギュラースパングル材、ダクト用

亜鉛の表面には酸化被膜が形成されるため、水に強い（保護被膜作用）。傷やピンホールができた場合でも、亜鉛は鉄より腐食しやすく、亜鉛が優先して腐食されることで鉄の腐食を防ぐ効果（犠牲防食）がある。
以前からトタン板として利用されてきたが、製造技術の向上によって錆びることが減少し、用途が広がった。たとえば乗用車、および商用車の下回りなどに使われるようになり、長年の使用に耐えることとなった。
一方、鉄より先に亜鉛が溶け出してしまうため、食用品を入れるなどの用途には向かない。 そのため缶詰などには、より耐食性の高いスズをめっき材料とするブリキが使用される。

## めっき方法
溶融亜鉛めっき
熱漬法とも。鉄を高温で溶けた亜鉛の中につけて付着させる。めっき厚は一般的に大きくなり、防錆力は大きい。ドブづけという方法では、亜鉛が大量にめっきされる。道路標示板の柱などにこのような方法のものが多い。塗装を施すこともあるが、素地のまま（銀色）で使われることも多い。薄い鉄板をドブ付けすると歪むので、鋼材や鋼板に一定の厚みが必須。記号はSGCC。
めっき後、鋼鈑表面に現れる花紋をスパングル（spangle）と呼ぶが、これはめっき槽から出た鋼板の冷却時に亜鉛が結晶化することによる 。レギュラースパングルは鉛（Pb）やアンチモン（Sb）を添加して成長させたもので、ミニマムスパングル、ゼロスパングルはそれらの不純物を取り除くか、結晶化が進まないよう冷却を早める事により得られる。従来は亜鉛めっき特有のレギュラースパングルが好まれてきたが、鉛フリーの要求からゼロスパングルも使われるようになっている。
電気亜鉛めっき
鋼材や鋼板をめっき槽に漬けて、電気を介して亜鉛をめっきする方法。めっき厚は薄いが、均一にめっきできる。塗料の付着がよいので、塗装する場合に良く使われるが、電化製品やコピー機の内部（見栄えに影響しない箇所）では、塗装せずに使うこともある。記号はSECC、SEHCなど。
さらにプレス加工性や塗装性を向上させるため、表面をリン酸塩で処理することを「パーカー処理」や「ボンデ処理」と呼ぶ。ボンデ鋼板は自動車車体などに用いられている。